# پیروزی (فیلم ۲۰۰۸)
«پیروزی» (انگلیسی: Victory (2008 film)) یک فیلم است.